# Núria Castell Ariño
Núria Castell Ariño (l'Hospitalet de Llobregat, 1958) és una enginyera informàtica i professora universitària catalana, especialista en processament de llenguatge natural, exdegana de la Facultat d'Informàtica de Barcelona i amb una llarga trajectòria en favor de reduir l'escletxa de gènere a l'enginyeria informàtica.

## Formació
Es va llicenciar en informàtica en les primeres promocions a Espanya  a la Universitat Autònoma de Barcelona (UAB), concretament el 1981, sent una de les 13 úniques dones d'entre els 400 matriculats a l'inici de la carrera, i es va doctorar el 1989.
La seva tesi doctoral, "Un model pel tractament de la informació temporal en un sistema de comprensió automàtica de notícies", defensada el 23 de novembre de 1989 i sota la direcció de la Dra. Felisa Verdejo Maillo a la Facultat d'Informàtica de Barcelona de la UPC, va consistir en l'estudi d'un conjunt de problemes relacionats amb el tractament del llenguatge escrit (textos narratius) prenent com a punt central de la investigació la informació temporal.

## Carrera acadèmica i investigadora
El curs 1981-82 va treballar com a professora ajudant a la Universitat Autònoma de Catalunya i des del curs 1982-83 fins a la seva recent jubilació (29 de febrer de 2020) ha estat professora titular de la Facultat d’Informàtica de Barcelona (FIB) a la Universitat Politècnica de Catalunya (UPC).
Va ser la primera dona a ocupar un càrrec de gestió (1986) a la FIB, i al llarg de la seva carrera professional n'ha ocupat diversos en el seu departament (actualment denominat Ciències de la Computació) i en grups de recerca.
A l’octubre de 2004 es va incorporar a l’equip del deganat de la FIB com a vicedegana de Relacions Internacionals (la primera dona en aquest àmbit), sota el mandat de la primera degana de la FIB, la professora Maria-Ribera Sancho. L’any 2010 va ser elegida degana de la FIB, càrrec que va mantenir durant dos mandats fins al juny de 2017.
Va ser una de les cofundadores del Centre de Recerca en Intel·ligent Data Science and Artificial Intelligence (IDEAI – UPC). Va dissenyar i impartir assignatures dels àmbits de la Programació, Intel·ligència Artificial, Enginyeria de Software i Processament de Llenguatge Natural, en català i en anglès. Va dirigir projectes de fi de carrera d’enginyeria i enginyeria tècnica de grau i màster. És experta en el disseny de nous plans d’estudis, en particular en el marc de programes internacionals (Tempus, Atlantis, Erasmus+), i ha estat la coordinadora d'equip a l'UPC en diversos projectes. El projecte més recent ha estat “e-Health Eurocampus” (2016- 2019), destinat a la formació interdisciplinària en l’aplicació de les TIC a l’àmbit de la salut. És col·laboradora en la formació contínua de postgrau a la UPC School des de 2017. També és membre del grup de recerca de Processament del Llenguatge Natural des de la seva creació (1989) i va ser impulsora del centre de recerca de Tecnologies i Aplicacions del Llenguatge (TALP), que fusiona el GPLN amb el grup de Processat de Veu del Departament de Teoria del Senyal i les Comunicacions. Actualment aquests grups formen part del centre específic de recerca IDEAI (Intelligent Data Science and Artificial Intelligence).
El seu camp de recerca ha estat el processament del llenguatge natural. Ha publicat articles a congressos, revistes i llibres, principalment relacionats amb el processament del llenguatge natural i altres relacionats amb l'educació universitària. Ha col·laborat en programes de formació permanent de la UPC School, als àmbits de la Direcció de la Transformació Digital i de l'Enginyeria Quàntica. Ha presentat més d'una cinquantena de ponències i treballs a diversos congressos nacionals i internacionals, ha elaborat vint-i-cinc documents de caràcter cientificotècnic. Ha participat en més d'una vintena de projectes R+D+I competitius. Ha escrit 13 articles a revistes científiques i acadèmiques, ha participat en cinc llibres corals i ha estat directora de diverses tesis doctorals.

## Activisme sobre igualtat de gènere a les TIC
Participa activament en temes d’igualtat de gènere, i especialment en accions per incrementar la presència de dones en l’àmbit de les Tecnologies de la informació i les Comunicacions (TIC), tant localment com internacional. Ha participat en el disseny de diversos plans d’igualtat de la UPC, formant part de la comissió d’igualtat de la UPC i liderant projectes interns com el “+noiesTIC”. Ha col·laborat en el projecte europeu H2020 Gender Equality in Engineering through Communication and Commitment (GEECCO). És assessora en temes de gènere en projectes europeus.
Forma part del jurat dels Premis DonaTIC des de la primera edició (2015) i actualment és la presidenta del Comitè d’honor. És membre fundadora de la comissió de gènere “donesCOEINF” del Col·legi Oficial d’Enginyeria Informàtica de Catalunya (2018-). També és membre fundadora de la comissió de gènere “Mujeres en Ingeniería Informática” (MEII) del Consejo General de Colegios de Ingeniería Informática (2021-). Forma part del comitè d’expertes de la Comissió de Dones i Igualtat de la Intercol·legial (2021-).
A escala internacional, des de 2018 forma part de l'Steering Committee del womENcourage organitzat anualment per l’ACM-WE (Capítol de dones de l’ACM a Europa), i actualment és la presidenta del comitè. Ha impulsat la creació del Barcelona ACM-W chapter (2022) que presideix. És coambaixadora del WiDS Barcelona 2022, WiDS Barcelona 2023 i WiDS Barcelona 2024 (programa coordinat per la universitat d’Stanford). També és vicedegana de Presidència, Igualtat i Ètica del COEINF des d’abril de 2023 i membre de la Junta de FIBAlumni des de 2010.
A més, ha participat en programes a les escoles des de primària fins a batxillerat (Inspira STEAM, Aquí STEAM) i ha organitzat activitats “in campus” en dates assenyales com el “Girls in ICT Day” i l’ “Ada Lovelace Day”. D'altra banda, l'any 2019 va dirigir el programa "Dona i Tecnologia, un tàndem de futur" organitzat per l'Obra Social la Caixa al Palau Macaya entre el 31 de gener de 2019 i el 3 de desembre de 2019 al Palau Macaya i que va generar un espai de reflexió on van intervenir sota la direcció de Núria Castell més de 200 experts de diferents àmbits (educatiu, professional, institucional i social). Les conclusions del cicle es van publicar en un interessant dossier amb molta informació rellevant sobre la problemàtica i riscos associats a la manca de dones al sector TIC.

## Premis
- Menció honorífica del premi Creu Casas “Dones per canviar el món”, IEC en el 2020[11]
- Premi UPC al Compromís Social en l'àmbit de la igualtat de gènere en el 2020 (individual)[12]
- Premi UPC al Compromís Social en l'àmbit de la igualtat de gènere en el 2021 (col·lectiu)[13]
- Premi Salvà i Campillo a la Personalitat Destacada de la Nit de les Telecomunicacions i la Informàtica, 2021[14]
- Menció M. Encarna Sanahuja Yll (col·lectiu) de la Generalitat de Catalunya en el 2021[15]
- Menció FIB de la Festibity 2018[16]
- Distinció Jaume Vicenç Vives, Departament d'Universitats, Recerca i Societat de la Informació - Generalitat de Catalunya, setembre 2005[17]
- Premi a la Qualitat de la docència Universitària del Consell Social de la UPC 2005[17]